# Gruppo di Carme

Il diagramma mostra i satelliti di Giove nelle vicinanze di Carme. Semiasse ~23,5 milioni di km, inclinazione ~165°

Si definisce gruppo di Carme l'insieme dei satelliti naturali di Giove che condividono parametri orbitali simili a quelli di Carme e che si ritiene abbiano avuto una origine comune.
I loro semiassi maggiori vanno da 22,9 a 24,1 milioni di chilometri, le loro inclinazioni orbitali da 164,9° a 165,5°, le loro eccentricità orbitali da 0,23 a 0,27 (con una eccezione). Si tratta inoltre di satelliti in moto retrogrado rispetto a quello dell'orbita del pianeta.
L'Unione Astronomica Internazionale (IAU) riserva i nomi terminanti in -e per tutti i satelliti retrogradi, compresi quelli di questo gruppo. Nella nomenclatura in italiano, questa regola non viene sempre rispettata.

## Componenti
I ventidue membri del gruppo sono (in ordine di distanza da Giove):
- S/2011 J 1
- Erse
- Etna (Aitne)
- Cale
- Taigete
- S/2003 J 19
- Caldene
- S/2003 J 10
- Erinome
- Callicore
- S/2017 J 5
- S/2017 J 8
- Calice
- Carme, il più grande, che dà nome al gruppo
- S/2017 J 2
- Pasitea (Pasithee)
- S/2010 J 1
- Eucelade
- Arche
- Isonoe
- S/2003 J 9
- Eirene

S/2003 J 10 si distingue nel gruppo a causa della sua grande eccentricità (0,4295). A parte ciò, questo gruppo è notevolmente omogeneo.

### Membri principali
I parametri orbitali per i principali membri del gruppo sono (il segno meno davanti al periodo indica che l'orbita è retrograda):
| Nome                   | Diametro (km) | Periodo (giorni) | Note                                        |
| ---------------------- | ------------- | ---------------- | ------------------------------------------- |
| Carme                  | 46.7          | −693,17          | il membro più grande e prototipo del gruppo |
| Taigete                | 5             | −691,62          |                                             |
| Eucelade               | 4             | −693,02          |                                             |
| Eirene                 | 3             | −743,88          |                                             |
| Caldene                | 4             | −759,88          |                                             |
| Isonoe                 | 4             | −688,61          |                                             |
| Calice                 | 6,9           | −766,61          | sostanzialmente più rossastro degli altri   |
| Erinome                | 3             | −682,80          |                                             |
| Etna, (Aitne)          | 3             | −712,04          |                                             |
| Cale                   | 2             | −736,55          |                                             |
| Pasitea, (Pasithee)    | 2             | −711,12          |                                             |
| S/2003 J 9 (probabile) | 1             | −767,60          |                                             |

## Origine
La bassa dispersione statistica dei parametri orbitali medi dei componenti (la dispersione è inferiore a 700.000 km per quanto riguarda i semiassi maggiori e inferiore a 0,7° per l'inclinazione) suggerisce che il gruppo di Carme possa essere stato in origine un singolo corpo celeste che è stato frantumato da un impatto collisionale. La ridotta dispersione può essere spiegata da un basso impulso di velocità (5 < δV < 50 m/s), compatibile con una singola collisione e conseguente frammentazione.
Sulla base delle dimensioni dei satelliti esistenti, l'asteroide progenitore dovrebbe aver avuto un diametro di circa 46 km. Questo valore corrisponde quasi al diametro di Carme, indicando quindi che il corpo dell'asteroide non fu pesantemente frammentato. Il 99% della massa del gruppo infatti è localizzata in Carme.
Ulteriore supporto all'ipotesi dell'origine da un corpo singolo viene dal colore: ad eccezione di Calice che è significativamente più rosso, tutti gli altri satelliti hanno un colore rossastro con indice di colore B-V= 0.,76 e V-R= 0,47 e spettro infrarosso simile a quello degli asteroidi di tipo D. Questi dati fanno ipotizzare come un progenitore un asteroide della famiglia Hilda o un asteroide troiano.